# Beraldia concolor
Beraldia concolor là một loài ruồi trong họ Tachinidae.